# Tom Huddlestone
Thomas Andrew Huddlestone (* 28. prosince 1986) je bývalý anglický profesionální fotbalista, který hrál na pozici defenzivního záložníka.

## Klubová kariéra

### Derby County
Huddlestone se narodil v Nottinghamu v hrabství Nottinghamshire a v raném věku byl přijat do Nottinghamu Forest, ale ve 12 letech byl propuštěn, protože se o něm tvrdilo, že "není dost silný". Připojil se k Derby County a po kvalitním progresu debutoval za rezervní tým Derby ve věku pouhých 15 let, když se objevil jako náhradník v 80. minutě na pozici pravého křídla v zápase proti Coventry City.
Svůj debut v prvním týmu si odbyl v 16 letech v úvodním dnu sezóny 2003/04 při domácí porážce 0:3 se Stoke City, kde byl zvolen mužem zápasu. Nakonec se objevil ve 43 ze 46 ligových zápasů Derby v této sezóně. V sezóně 2004/05 se Derby dostalo do play-off First Division, kde v semifinále prohrálo s Prestonem North End. V polovině sezóny však Huddlestone podepsal smlouvu s Tottenhamem Hotspur za částku 2,5 milionu liber, i když zůstal v Derby po zbytek sezóny. Za Derby odehrál celkem 95 zápasů, aniž by skóroval.

### Tottenham Hotspur
Několik měsíců sezóny 2005/06 strávil na hostování ve Wolverhamptonu Wanderers, kde vstřelil svůj první ligový gól, než se vrátil, aby debutoval za Tottenham jako náhradník při porážce 0:1 na hřišti Fulhamu 31. ledna 2006.
Svůj první start v základní sestavě za Tottenham si připsal 14. září 2006 v zápase proti Slavii Praha v Poháru UEFA, který Tottenham vyhrál 1:0. Svůj první gól za Tottenham vstřelil 8. listopadu 2006 v zápase čtvrtého kola Ligového poháru proti Port Vale. Huddlestone v tomto zápase vstřelil dokonce dva góly, jeho druhý gól v prodloužení byl nakonec vítězným, díky čemuž Tottenham postoupil do čtvrtfinále soutěže. Huddlestone vstřelil svůj první ligový gól za Tottenham 17. prosince 2006 proti Manchesteru City vynikajícím halfvolejem ve 24. minutě. V tomto zápase také asistoval u prvního gólu spoluhráče Caluma Davenporta z přímého kopu. Huddlestone se na konci sezóny 2006/07 etabloval jako jeden z nejslibnějších mladých anglických středních záložníků v Premier League a trenér Martin Jol srovnával Toma Huddlestona s německou legendou Franzem Beckenbauerem kvůli jeho schopnostem tvořit hru, dravé střelecké síle a všestrannosti.
Dne 25. prosince 2006 podepsal novou smlouvu na čtyři a půl roku, která ho v klubu udržela až do roku 2011. Dne 30. června 2008 podepsal novou a vylepšenou pětiletou smlouvu, která zavazovala jeho budoucnost v Tottenhamu až do roku 2013. Nastoupil jako náhradník, když Tottenham porazil Chelsea ve finále Ligového poháru 2008 na stadionu Wembley. Během sezóny 2009/10 se stal pravidelným hráčem týmu pod vedením Harryho Redknappa. V březnu 2010 prodloužil smlouvu do roku 2015. Během sezóny 2011/12 byl Huddlestone sužován zraněními a za klub stihl odehrát pouze čtyři zápasy. Huddlestone se vrátil na sezónu 2012/13 a poprvé nastoupil jako náhradník za Jermaina Defoea proti Norwich City 1. září 2012. Za závažný faul dostal červenou kartu, zápas skončil remízou 1:1. Červená karta byla později odvolána.

### Hull City
Dne 14. srpna 2013 Huddlestone přestoupil do Hull City za přibližnou částku 5,25 milionu liber. Svůj debut si odbyl hned první den sezóny 2013/14, kdy nastoupil z lavičky při prohře 0:2 na hřišti Chelsea. 28. prosince vstřelil svůj první gól za Hull při domácím vítězství 6:0 nad Fulhamem, což byl jeho první gól od dubna 2011. Dne 28. ledna 2014 musel část zápasu hrát jako brankář poté, co byl brankář Hull City Allan McGregor vyloučen za rvačku s hráčem Crystal Palace Stuartem O'Keefem. Vzhledem k tomu, že Hull již provedl tři střídání, manažer klubu Steve Bruce nařídil Huddlestoneovi, aby převzal roli brankáře.
13. dubna 2014 vstřelil třetí gól Hullu při vítězství 5:3 v semifinále FA Cupu nad Sheffieldem United ve Wembley. 17. května 2014 nastoupil Huddlestone ve finále FA Cupu 2014 proti Arsenalu znovu ve Wembley, ve kterém Hull prohrál 3:2 po prodloužení.
Dne 1. července 2016 podepsal s klubem novou dvouletou smlouvu.

### Návrat do Derby County
Dne 15. července 2017 se Huddlestone vrátil do mateřského klubu Derby County, kde podepsal dvouletou smlouvu s opcí na třetí sezónu za nezveřejněnou částku, která se měla pohybovat kolem 2 milionů liber. Svůj první gól za Derby vstřelil 3. února 2018 při domácím vítězství 3:0 nad Brentfordem, více než 14 let po svém debutu za klub.
Dne 1. července 2020 Huddlestone prozradil, že se s Derby County nedohodl na prodloužení smlouvy a klub opustí.

### Návrat do Hull City
Dne 17. srpna 2021 podepsal Huddlestone novou smlouvu s Hull City na jeden rok. Svůj debut si odbyl následující den, kdy nastoupil v 73. minutě jako náhradník za Richieho Smallwooda při domácí prohře 0:1 s jeho bývalým klubem Derby County. Huddlestone byl jedním ze tří veteránů, kteří byli propuštěni na konci sezóny 2021/22.

### Manchester United
Dne 2. srpna 2022 podepsal Huddlestone smlouvu s Manchesterem United, kde měl plnit roli hrajícího trenéra rezervního týmu. V této roli nahradil Paula McShanea, který ukončil hráčskou kariéru na konci sezóny 2021/22.
Dne 5. června 2024 klub oznámil, že odchází. Dne 2. července 2024 oznámil Huddlestone svůj odchod do fotbalového důchodu.

## Reprezentační kariéra

### Mládežnická
Poté, co byl Huddlestone pravidelně povoláván do anglických mládežnických reprezentací, se stal pravidelným hráčem anglické reprezentace do 21 let. V roce 2007 si dvakrát zahrál na Mistrovství Evropy ve fotbale hráčů do 21 let 2007, než ho červená karta vyřadila ze semifinále a finále. V říjnu 2008 vstřelil úvodní gól z přímého kopu ve druhém utkání play-off kvalifikace na Mistrovství Evropy ve fotbale hráčů do 21 let 2009 proti Walesu. Zápas sice skončil remízou, která zajistila postup Anglie, ale ve druhém poločase ji pokazilo Huddlestoneovo vyloučení za bezohledný zákrok na Darcyho Blakea. Turnaj vynechal kvůli zranění.

### Seniorská
Trenér Fabio Capello ho poprvé povolal do anglické reprezentace, aby se v přátelských zápasech utkal se Spojenými státy a Trinidadem a Tobagem. Dne 14. listopadu 2009 si připsal svůj první start za seniorský tým při prohře 0:1 v přátelském utkání s Brazílií, když nastoupil jako náhradník v 81. minutě. Jeho další vystoupení přišlo v přípravném zápase na Mistrovství světa ve fotbale 2010 proti Mexiku, kde nastoupil jako náhradník v 61. minutě. Naposledy nastoupil za Anglii také v přípravném zápase na Mistrovství světa proti Japonsku, kde si zahrál při vítězství 2:1.
V květnu 2010 trenér Capello oznámil, že Huddlestone bude v jeho předběžném týmu pro Mistrovství světa ve fotbale 2010 s 30 hráči. Do finálního 23členného kádru však vybrán nebyl. Dne 11. listopadu 2012 byl novým manažerem Anglie Royem Hodgsonem povolán do týmu po dvou letech na přátelský zápas proti Švédsku, který se konal 14. listopadu.

## Statistiky

### Klubové
Platí k zápasu hranému 31. října 2023.
| Klub                                | Sezóna            | Liga              | Liga   | Liga | Národní pohár | Národní pohár | Ligový pohár | Ligový pohár | Ostatní | Ostatní | Celkově | Celkově |
| Klub                                | Sezóna            | Soutěž            | Zápasy | Góly | Zápasy        | Góly          | Zápasy       | Góly         | Zápasy  | Góly    | Zápasy  | Góly    |
| ----------------------------------- | ----------------- | ----------------- | ------ | ---- | ------------- | ------------- | ------------ | ------------ | ------- | ------- | ------- | ------- |
| Derby County                        | 2002/03           | First Division    | 0      | 0    | 0             | 0             | 0            | 0            | —       | —       | 0       | 0       |
| Derby County                        | 2003/04           | First Division    | 43     | 0    | 1             | 0             | 1            | 0            | —       | —       | 45      | 0       |
| Derby County                        | 2004/05           | Championship      | 45     | 0    | 2             | 0             | 1            | 0            | 2       | 0       | 50      | 0       |
| Derby County                        | Celkově           | Celkově           | 88     | 0    | 3             | 0             | 2            | 0            | 2       | 0       | 95      | 0       |
| Tottenham Hotspur                   | 2005/06           | Premier League    | 4      | 0    | —             | —             | 0            | 0            | —       | —       | 4       | 0       |
| Tottenham Hotspur                   | 2006/07           | Premier League    | 21     | 1    | 3             | 0             | 5            | 2            | 6       | 0       | 35      | 3       |
| Tottenham Hotspur                   | 2007/08           | Premier League    | 28     | 3    | 2             | 0             | 4            | 1            | 9       | 0       | 43      | 4       |
| Tottenham Hotspur                   | 2008/09           | Premier League    | 22     | 0    | 1             | 0             | 2            | 0            | 6       | 2       | 31      | 2       |
| Tottenham Hotspur                   | 2009/10           | Premier League    | 33     | 2    | 6             | 0             | 4            | 2            | —       | —       | 43      | 4       |
| Tottenham Hotspur                   | 2010/11           | Premier League    | 14     | 2    | 0             | 0             | 0            | 0            | 7       | 0       | 21      | 2       |
| Tottenham Hotspur                   | 2011/12           | Premier League    | 2      | 0    | 0             | 0             | 0            | 0            | 2       | 0       | 4       | 0       |
| Tottenham Hotspur                   | 2012/13           | Premier League    | 20     | 0    | 2             | 0             | 2            | 0            | 4       | 0       | 28      | 0       |
| Tottenham Hotspur                   | Celkově           | Celkově           | 144    | 8    | 14            | 0             | 17           | 5            | 34      | 2       | 209     | 15      |
| Wolverhampton Wanderers (hostování) | 2005/06           | Championship      | 13     | 1    | —             | —             | —            | —            | —       | —       | 13      | 1       |
| Hull City                           | 2013/14           | Premier League    | 36     | 3    | 4             | 1             | 0            | 0            | —       | —       | 40      | 4       |
| Hull City                           | 2014/15           | Premier League    | 31     | 0    | 1             | 0             | 0            | 0            | 3       | 0       | 35      | 0       |
| Hull City                           | 2015/16           | Championship      | 37     | 2    | 4             | 0             | 3            | 0            | 3       | 0       | 47      | 2       |
| Hull City                           | 2016/17           | Premier League    | 31     | 1    | 2             | 0             | 6            | 1            | —       | —       | 39      | 2       |
| Hull City                           | Celkově           | Celkově           | 135    | 6    | 11            | 1             | 9            | 1            | 6       | 0       | 161     | 8       |
| Derby County                        | 2017/18           | Championship      | 44     | 2    | 1             | 0             | 0            | 0            | 2       | 0       | 47      | 2       |
| Derby County                        | 2018/19           | Championship      | 24     | 0    | 2             | 0             | 2            | 0            | 3       | 0       | 31      | 0       |
| Derby County                        | 2019/20           | Championship      | 11     | 1    | 1             | 0             | 0            | 0            | —       | —       | 12      | 1       |
| Derby County                        | Celkově           | Celkově           | 79     | 3    | 4             | 0             | 2            | 0            | 5       | 0       | 90      | 3       |
| Hull City                           | 2021/22           | Championship      | 11     | 0    | 1             | 0             | 0            | 0            | —       | —       | 12      | 0       |
| Manchester United                   | 2022/23           | —                 | —      | —    | —             | —             | —            | —            | 4       | 0       | 4       | 0       |
| Manchester United                   | 2023/24           | —                 | —      | —    | —             | —             | —            | —            | 1       | 0       | 1       | 0       |
| Manchester United                   | Celkově           | Celkově           | —      | —    | —             | —             | —            | —            | 5       | 0       | 5       | 0       |
| Celkově v kariéře                   | Celkově v kariéře | Celkově v kariéře | 470    | 18   | 33            | 1             | 30           | 6            | 52      | 2       | 585     | 27      |

### Reprezentační
Platí k zápasu hranému 14. listopadu 2012.
| Národní tým | Rok     | Zápasy | Góly |
| ----------- | ------- | ------ | ---- |
| Anglie      | 2009    | 1      | 0    |
| Anglie      | 2010    | 2      | 0    |
| Anglie      | 2012    | 1      | 0    |
| Celkově     | Celkově | 4      | 0    |

## Úspěchy
Tottenham Hotspur
- EFL Cup: 2007/08; poražený finalista: 2008/09

Hull City
- Play-off EFL Championship: 2016
- Poražený finalista FA Cupu: 2013/14

Individuální
- Tým roku Championship podle PFA: 2004/05